# Rio Berza Veche
O Rio Berza Veche é um rio da Romênia afluente do Rio Prut, localizado no distrito de Botoşani.